# D.I.S.C.O.
«D.I.S.C.O.» — песня французской группы Ottawan в стиле диско, написанная Жаном Клюгером и Даниэлем Вангаром (отцом Т. Бангальтера из Daft Punk).
Композиция, существующая в двух (англоязычной и франкоязычной) версиях, была записана в конце 1979 года и стала одним из наиболее успешных релизов группы.
В куплетах обыгрывается название песни: каждая буква слова «disco» соответствует какому-нибудь качеству («She is D — delirious, // She is I — incredible, // She is S — superficial, // She is C — complicated, // She is O, oh, oh!»).

## Список композиций
Сингл был издан в двух версиях разного формата.
7" сингл (Carrere 2044 160)
1. «D.I.S.C.O.» — 3:39
2. «D.I.S.C.O.» (version française) — 3:39

12" Maxi (Carrere 8.063)
1. «D.I.S.C.O.» (version française) — 7:01
2. «D.I.S.C.O.» — 5:02

## Кавер-версии
- Кавер группы N-Trance в 1997 году достиг 10-й строчки в финском и 11-й — в британском чартах[3][4].
- В 2006 году бывший участник шоу «The X Factor» Чико Слимани выпустил свою версию песни в поддержку своего лидера чарта — «It's Chico Time», однако этот кавер занял лишь 24-ю позицию[5].
- Бельгийская певица Alana Dante в 2005 году выпустила кавер в стиле Euro Dance.

## Позиции в чартах
| Чарт (1979—1980)          | Высшая позиция |
| ------------------------- | -------------- |
| Austrian Singles Chart    | 4              |
| Netherlands Singles Chart | 1              |
| Norwegian Singles Chart   | 1              |
| UK Singles Chart          | 2              |
| Swiss Singles Chart       | 5              |